# Canon de 8,8 cm SK L/30
Pour les articles homonymes, voir L 30.
Ne doit pas être confondu avec Canon de 88 mm.
Le canon de 8,8 cm SK L/30 était un canon de marine allemand qui a été utilisé pendant la Première Guerre mondiale sur une variété de montures. SK est l’abréviation de Schnelladekanone, « canon à chargement rapide », et L est l’initiale de Länge, « long », la longueur du tube étant de 30 fois son calibre.

## Description
Le canon SK L/30 de 8,8 cm pesait 644 kilogrammes et avait une longueur totale d’environ 2,64 mètres. Il utilisait le bloc coulissant horizontal Krupp, ou « wedge », comme on l’appelle parfois, la conception de la culasse. En plus des supports pour les navires de surface, il y avait aussi une version pour sous-marin qui était sur un support de pivot rétractable ou fixe. La monture Krupp se rétractait verticalement par une écoutille, tandis que la version Erhardt se repliait sur le pont du navire.

## Histoire
Le 8,8 cm SK L/30 était un canon naval largement utilisé sur les pré-dreadnoughts, les croiseurs, les navires de défense côtière, les avisos, les sous-marins et les torpilleurs de la Première Guerre mondiale, en casemates et en tourelles. Son utilisation principale sur les pré-dreadnoughts, les croiseurs et les navires de défense côtière était comme canon anti-torpilleurs, tandis que sur les avisos, les sous-marins et les torpilleurs, c’était leur armement secondaire.
Les classes de navires qui étaient armés du SK L/30 de 8,8 cm comprennent :
- Torpilleur de classe A
- Aviso de classe Blitz
- Cuirassé de classe Brandenburg
- Canonnière de classe Iltis
- Cuirassé de classe Kaiser Friedrich III
- Aviso de classe Meteor
- Navire de défense côtière de classe Odin
- Cuirassé de classe Preussen
- Navire de défense côtière de classe Siegfried
- Sous-marin de type U 139
- Sous-marin de type U 151
- Sous-marin de type U 66
- Sous-marin de type U 93
- Sous-marin de type UB II
- Sous-marin de type UB III
- Sous-marin de type UC II
- Sous-marin de type UC III
- Sous-marin de type UE I
- Croiseur de classe Victoria Louise
- Aviso de classe Wacht
- Cuirassé de classe Wittelsbach